# Duomitus ceramica
Xyleutes ceramica is een vlinder uit de familie van de Houtboorders (Cossidae). De wetenschappelijke naam van deze soort is voor het eerst voorgesteld als Zeuzera ceramica door Francis Walker in een publicatie uit 1865.

## Verspreiding
De soort komt voor in India (Darjeeling), China (Yunnan), Myanmar, Maleisië, Indonesië (Sumatra, Seram), Borneo, Nieuw-Guinea en de Solomonseilanden.

## Waardplanten
De rups leeft op:
- Bignoniaceae
  - Spathodea campanulata
  - Tabebuia spec.
- Dipterocarpaceae
  - Dipterocarpus tuberculatus
- Fabaceae
  - Sesbania grandiflora
  - Erythrina spec.
- Lythraceae
  - Duabanga sonneratoides
  - Duabanga grandiflora
- Theaceae
  - Camellia sinensis
- Lamiaceae
  - Callicarpa arborea
  - Clerodendron infortunatum
  - Gmelina abrorea
  - Tectona grandis
  - Vitex parviflora